# Sali (Croacia)
Sali es un municipio de Croacia en el condado de Zadar.

## Geografía
Se encuentra a una altitud de 27 m s. n. m. a 319 km de la capital nacional, Zagreb.

## Demografía
En el censo 2011 el total de población del municipio fue de 1 698 habitantes, distribuidos en las siguientes localidades:
- Božava - 116
- Brbinj - 76
- Dragove - 36
- Luka - 123
- Sali - 740
- Savar - 53
- Soline - 38
- Veli Rat - 60
- Verunić - 40
- Zaglav - 174
- Zverinac - 43
- Žman - 199

| Gráfica de población de Sali 1857-2011                              |
|                                                                     |
| Según los censos de población de la oficina estadística de Croacia. |